# Angelika Handt
Angelika Handt, verheiratete Kahl (* 10. Juli 1954 in Radebeul), ist eine deutsche Leichtathletin, die in den 1970er Jahren – für die DDR startend – eine erfolgreiche 400-Meter-Läuferin war.
Bei den Europameisterschaften 1974 gewann sie die Goldmedaille mit der 4-mal-400-Meter-Staffel (3:25,2 min, zusammen mit Waltraud Dietsch, Ellen Streidt und Brigitte Rohde). Im 400-Meter-Einzelrennen dieser Europameisterschaften wurde sie Fünfte (51,24 s). Bei den Hallenmeisterschaften desselben Jahres wurde sie Vierte.
Angelika Handt startete für den SC Einheit Dresden. 1974 wurde sie mit dem Vaterländischen Verdienstorden in Bronze ausgezeichnet. In ihrer aktiven Zeit war sie 1,70 m groß und 64 kg schwer.